# 三宝寺 (金沢市)
三宝寺（さんぽうじ）は、石川県金沢市東山にある日蓮宗の寺院。山号は弘法山。旧本山は羽咋市の妙成寺、通師法縁。痔の神様として知られる木造秋山尊自雲霊神坐像を祀る。

## 歴史
当初は妙成寺17世の日奠（日伝とも）が能美郡小松（現在の小松市内）に建立した寿福院（加賀藩主前田利常の生母）の位牌所。万治2年（1659年）金沢市観音下町へ移転、後に現在地に移転した

## 境内
- 本堂

## 歴代
- 日伝

## 参考資料
- 日蓮宗寺院大鑑編集委員会『宗祖第七百遠忌記念出版 日蓮宗寺院大鑑』大本山池上本門寺 (1981年)